# Ramón Carrillo

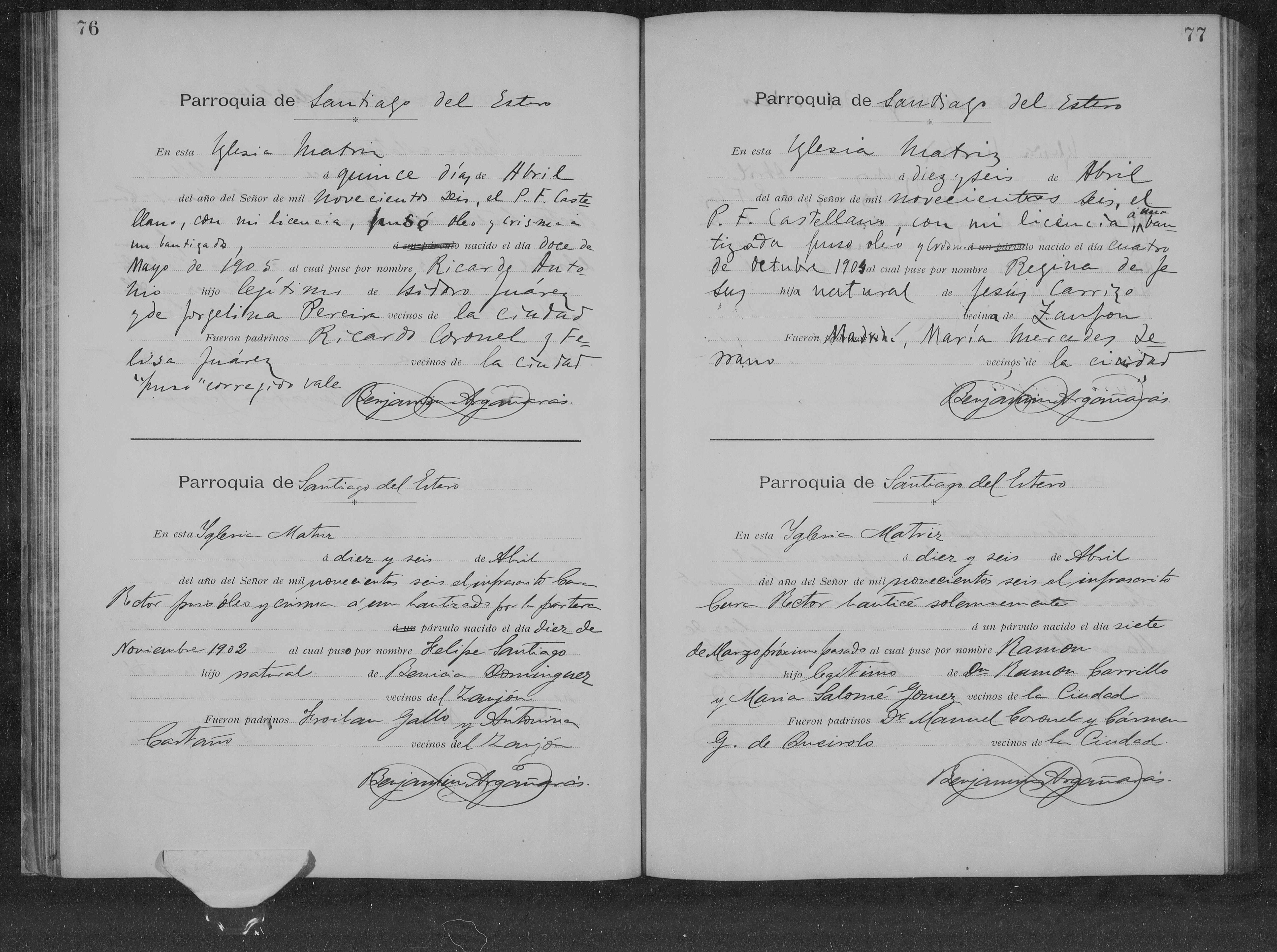
Acta Bautismal de Ramón Carrillo

Ramón Carrillo (Santiago del Estero, 7 de marzo de 1906 - Belém do Pará, 20 de diciembre de 1956) fue un neurocirujano, neurobiólogo y médico sanitarista argentino. Fue la primera persona que ejerció el cargo de ministro de Salud de Argentina, durante la presidencia de Juan Domingo Perón. Integró la tradición científica conocida como Escuela neurobiológica argentino-germana y produjo asimismo trabajos de antropología filosófica, dejando esbozada una "Teoría general del hombre". Si bien aceptar la propuesta de un cargo durante el gobierno peronista le permitió concretar algunas de sus ideas, sus variadas críticas al peronismo hicieron que más tarde Perón le exigiera la renuncia, tras lo cual debió abandonar el país. Su figura y su obra fueron reconocidas más tarde por el presidente de facto antiperonista General Alejandro Agustín Lanusse, quien gestionó la repatriación de sus restos en 1972 e impuso su nombre a diversos hospitales.

## Biografía

### Formación y juventud
Hijo de Ramón Carrillo Saavedra y de María Salomé Gómez Carrillo, Ramón Carrillo nació el 7 de marzo de 1906 en Santiago del Estero, en el seno de una familia acomodada. Su padre, egresado de la Escuela Normal de Paraná, fue docente del Colegio Nacional de Santiago del Estero, periodista y tres veces diputado provincial por el conservadurismo, siendo un referente provincial del general Julio Argentino Roca. En tanto, su bisabuelo, don Marcos Carrillo (1790-1854), fue un oficial español nacido en Murcia, quien luchó para el bando realista y cayó prisionero del general Manuel Belgrano en la batalla de Salta. El español Marcos Carrillo no solo era el abuelo de su padre, sino también, a su vez, el bisabuelo de su madre, razón por la cual el apellido Carrillo se repite en ambos progenitores. Tanto por parte paterna como materna era descendiente de las familias Taboada e Ibarra, su tío tatarabuelo era el caudillo Juan Felipe Ibarra, y sus tíos bisabuelos eran los caudillos mitristas Manuel Taboada y Antonino Taboada.
Luego de cursar sus estudios primarios y secundarios en su ciudad natal, partió rumbo a Buenos Aires para iniciar la carrera de Medicina. Cursó esta carrera de manera brillante, siendo alumno del neurólogo alemán nacionalizado argentino Christofredo Jakob, uno de los tantos científicos alemanes que impulsaron las universidades de Argentina. Al acercarse el final de su etapa universitaria, comenzó con sus primeras manifestaciones políticas públicas. Entre 1927 y 1929, Carrillo publicó una serie de artículos en la Revista del Círculo Médico. En 1929, al graduarse de médico, obtuvo la medalla de oro al mejor alumno de su promoción. Desde su época de estudiante, se inclinó hacia la neurología y la neurocirugía, colaborando con el Dr. Manuel Balado, eminente neurocirujano de la época, con quien realizó sus primeros trabajos científicos. Ya graduado, abrazó definitivamente estas especialidades y obtuvo una beca universitaria para perfeccionarse en Europa, donde trabajó e investigó junto a los más destacados especialistas del mundo, entre ellos, Cornelius Ubbo Ariëns Kappers.
Ramón Carillo tuvo cuatro hijos, siendo al menos los dos primeros, adoptados.

### Trayectoria profesional
Tras sus viajes por Europa, regresó a Buenos Aires en plena Década Infame. Tomó contacto con figuras emblemáticas de una corriente nacionalista de auge en aquella época. Se vinculó con su compañero de estudios primarios Homero Manzi y otros hombres, como Arturo Jauretche, Raúl Scalabrini Ortiz y los autores teatrales y de tango Armando Discépolo y Enrique Santos Discépolo —impulsores de las ideas nacionalistas en el ámbito artístico—; y se asoció con la escuela neurobiológica argentina activa en el Hospicio de las Mercedes y el Hospital de Alienadas, luego llamados Hospital José T. Borda y Hospital Braulio Moyano, respectivamente.
Se unió al Centro de Estudiantes de Medicina y en 1930, entre los meses de mayo y junio, estuvo a cargo de la dirección de una publicación mensual del mismo, cuyo objetivo era difundir las investigaciones médicas de los estudiantes, doctores jóvenes y de algunos notables de la Facultad de Medicina. Dicha publicación se destacó por la vehemencia con que sus autores abogaron por la renovación de los conocimientos, la estructura y la sociabilidad médica.
En 1937, padeció una enfermedad aguda. La alta fiebre le dejó secuelas como hipertensión y cefaleas progresivamente más severas. Logró sobrevivir gracias a la dedicación clínica de su amigo de toda la vida, Salomón Chichilnisky, médico y literato que había comenzado cargando bolsas en el puerto para mantener padres y hermanos y, superando enormes obstáculos, había llegado a ser catedrático de neurología.
Durante esos años, Carrillo se dedicó únicamente a la investigación y a la docencia, hasta que en 1939 se hizo cargo del Servicio de Neurología y Neurocirugía del Hospital Militar Central en Buenos Aires. Este empleo le permitió conocer con mayor profundidad la realidad sanitaria del país. Tomó contacto con las historias clínicas de los aspirantes al servicio militar, que procedían de toda la Argentina, y pudo comprobar la prevalencia de enfermedades vinculadas con la pobreza, sobre todo en los aspirantes de las provincias menos desarrolladas. Llevó a cabo estudios estadísticos que determinaron que el país solo contaba con el 45% de las camas necesarias, y gran desigualdad entre las diferentes regiones, dado que algunas de ellas apenas contaban con 0,001 camas por mil habitantes. Confirmó de esta manera sus recuerdos e imágenes de provincia, que mostraban el estado de atraso en que se encontraba gran parte del interior argentino.
Con doble empleo debido a su necesidad de salario (aún era soltero, pero ayudaba a sostenerse a su madre y diez hermanos más jóvenes, cuidando que todos completaran una carrera profesional), en 1942 Carrillo ganó por concurso la titularidad de la cátedra de Neurocirugía de la Facultad de Ciencias Médicas de Buenos Aires. Allí formó una escuadra de talentosos discípulos, entre ellos Germán Dickmann, Raúl Matera, D. E. Nijensohn, Raúl Carrea, Fernando Knesevich, Lorenzo Amezúa, Jorge Cohen, Jacobo y León Zimman, Rogelio Driollet Laspiur, Juan C. Christensen y Alberto D. Kaplan. No obstante, en brusco viraje profesional, abandonó su carrera como neurobiólogo y neurocirujano para dedicarse al desarrollo de la sanidad pública (sanitarismo), desde donde podría concretar algunas de sus ideas.
Entre 1930 y 1945, produjo investigaciones originales sobre las células cerebrales que no son neuronas, denominadas neuroglía, y los métodos para teñirlas y observarlas al microscopio, así como sobre su origen evolutivo (filogenia) y sobre la anatomía comparada de los cerebros de las diversas clases de vertebrados.En ese periodo aportó nuevas técnicas de diagnóstico neurológico (yodoventriculografía; tomografía, que por carencia en la época de medios electrónicos no pudo integrar la computación, pero fue precursora de lo que hoy se conoce como tomografía computada; su combinación con el electroencefalograma, llamada tomoencefalografía). También durante esos quince años investigó las herniaciones del cerebro que ocurren en sus cisternas (hernias cisternales) y los síndromes que ocurren tras una conmoción o traumatismo cerrado cerebral (síndromes postconmocionales); descubrió la enfermedad de Carrillo o papilitis aguda epidémica; describió las esclerosis cerebrales durante cuya investigación realizó numerosos trasplantes de cerebro vivo entre conejos, y reclasificó histológicamente los tumores cerebrales y las inflamaciones de la envoltura más íntima del cerebro (aracnoides), inflamaciones llamadas aracnoiditis.
Entre 1935 y 1943, Carrillo estuvo afiliado al Partido Demócrata Nacional Asimismo, fue delegado por Santiago del Estero al Comité Nacional por la fracción renovadora del Partido Demócrata Nacional, liderada por el senador mendocino Gilberto Suárez Lago.[cita requerida]
En 1943, Carrillo fue uno de los profesores de la Facultad de Medicina que apoyó la candidatura a la presidencia de Robustiano Patrón Costas, y formó parte de los miembros del Comité Nacional del PDN, junto a Suárez Lago, Armando Guevara Civit, Carlos Serrey, Adolfo Mugica, Eduardo Paz, Laureano Landaburu y Herminio Arrieta, que aprobó la fórmula presidencial de la Concordancia integrada por Patrón Costas y Manuel de Iriondo para las elecciones generales de septiembre de 1943. 
En 1943, un golpe de Estado militar En 1944 a raíz del terremoto de San Juan  de ese mismo año es convocado junto a otros médicos de renombre por el ministro Juan Domingo Perón, quien más tarde se convertiría en presidente para formar un gabinete de emergencias que proveerá de atención básica sanitaria a la población afectada coordinase las tareas de primeros auxilios. En ese contexto, Carrillo conoció a Perón. Este último, convenció a Carrillo de colaborar en la planificación de la política sanitaria de su gobierno.
Poco después, a sus 39 años de edad, Ramón Carrillo prestó servicios brevemente como Decano de la Facultad de Medicina. Le tocó intermediar varios meses en un conflicto universitario altamente politizado entre izquierdas y derechas.

### Ministro de Salud
En 1946, Juan Domingo Perón fue electo presidente y confirmó a Carrillo al frente de la Secretaría de Salud Pública, que posteriormente se transformaría en el Ministerio de Salud Pública y Asistencia Social de la Nación. Carrillo nombró como secretario de Salud al Dr. Chichilnisky, acompañado del médico científico Braulio Moyano, uno de los mejores discípulos de Christofredo Jakob. Sin embargo, Moyano dijo sentirse incapaz de desempeñar ese rol y prefirió permanecer como científico. Una de sus primeras medidas fue implementar el novedoso tren sanitario recorría el país durante cuatro meses al año, haciendo análisis clínicos y radiografías y ofreciendo asistencia médica y odontológica hasta en los lugares más remotos del país, a muchos de los cuales nunca había llegado un médico.La esposa de Perón, Evita, coordinó su accionar con el de Carrillo y contribuyó a consolidar su obra técnica.
Su gestión se caracterizó por dar prioridad al desarrollo de la medicina preventiva, a la organización hospitalaria, a conceptos como la "centralización normativa y descentralización ejecutiva". Desde la gestión de Carrillo se comenzaron a cumplir normas sanitarias como las campañas masivas de vacunación (antivariólica y antidiftérica) y la obligatoriedad de presentar los certificados de esas vacunas en las escuelas y para realizar ciertos trámites. Se implementaron campañas masivas a nivel nacional contra la fiebre amarilla, las enfermedades venéreas y otros flagelos.
También se destaca la creación de la Empresa de Medicamentos del Estado Argentino (EMESTA), primera fábrica nacional de medicamentos, y el apoyo a los laboratorios nacionales por medio de incentivos económicos para que los remedios pudieran estar disponibles para la mayoría de la población.
Durante su gestión, se inauguraron centenares de nuevos establecimientos sanitarios y hospitales, entre ellos el Hospital de Roque Sáenz Peña (provincia de Chaco), el Hospital de Jobson-Vera (provincia de Santa Fe), el Hospital de Pinto (provincia de Santiago del Estero), el Hospital de Chos Malal (provincia de Río Negro),
el Hospital de Valcheta (provincia de Río Negro), el Hospital de Cruz del Eje (provincia de Córdoba), y el Instituto de Gastroenterología, Hemoterapia y Dermatología (en la ciudad de Buenos Aires).
Se lanzaron planes masivos de educación sanitaria y campañas intensivas de vacunación, con lo que en pocos años se logró la erradicación del paludismo, la eliminación de las epidemias de tifus y brucelosis, se logró combatir casi por completo la sífilis y disminuir a la moatad la incidencia de la enfermedad de chagas.
Las estructuras de varios hospitales que se comenzaron a construir durante su gestión fueron abandonadas tras su exilio y nunca fueron habilitadas, muchas fueron derribadas o abandonadas. Como ejemplo de ello, el Elefante Blanco tenía como objetivo ser el hospital más grande de toda Latinoamérica, pero nunca se llegó a cumplir, ya que, luego de que Carrillo dejara el Ministerio, el edificio quedó abandonado. Similar fue el destino de la ampliación del Hospital Borda, que se dejó sin uso hasta 2004, año en que se la demolió.
Carrillo aumentó el número de camas existentes en el país, de 66 300 en 1946 a 132 000 en 1954.
Llevó adelante una campaña para erradicar el paludismo o malaria, dirigida por los doctores Carlos Alberto Alvarado y Héctor Argentino Coll; la enfermedad se consideró erradicada en solo dos años. Hizo desaparecer prácticamente la sífilis y otras enfermedades venéreas. Disminuyó el índice de mortalidad por tuberculosis de 130 por 100.000 a 36 por 100.000. Terminó con epidemias como el tifus y la brucelosis. En tanto que la mortalidad infantil bajó del 90 por mil en 1943 al 56 por mil en 1955.
Con una intenta actividad epistolar con el estadounidense Norbert Wiener, el llamado "creador de la cibernética", Carrillo la aplicó al arte de gobernar con el nombre de cibernología, creando el Departamento de Cibernología en 1951.
En 1954, Perón le exigió la renuncia a Ramón Carrillo, tanto debido al enfrentamiento que él sostenía con el vicepresidente Alberto Teisaire —por ser este último masónico y anticatólico—. Entre ellas, Carrillo exigía al peronismo una mayor «apertura política», que terminara con la «propaganda reiterativa», un «replanteo de la política educativa» y que se terminara con la «falta de imaginación» de la Secretaría de Prensa y Difusión, la cual era dirigida por Raúl Apold. Tras ello, el Dr. Carrillo debió exiliarse.
Ramón Carrillo se negó a renunciar oficialmente, pero dejó una carta a Perón en la que le expresó su dolor por el hecho de que lo hiciera renunciar, señalando asimismo que no hacía falta su renuncia escrita ya que hacía más de un año que sus palabras no eran escuchadas.

### Exilio, actividad posterior y fallecimiento

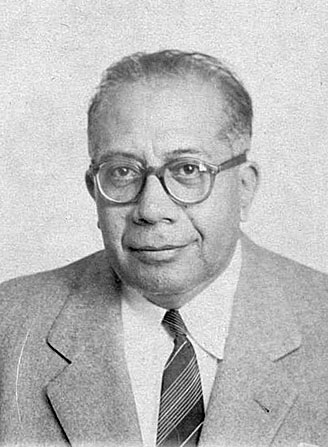
El Dr. Ramón Carrillo en 1954.

El 15 de octubre de 1954, Carrillo se embarcó en la motonave Evita rumbo a Nueva York con el fin de exiliarse en Estados Unidos. Comenzó a enfrentar dificultades económicas y a sufrir un empeoramiento de su salud. A raíz de su progresiva enfermedad, en el país del norte se sometió a un intenso tratamiento con el cual logró algunas mejorías transitorias. Debido a que la vida en Nueva York se le hizo demasiado onerosa, Carrillo consiguió un empleo en la empresa estadounidense Hanna Mineralization & Co., la cual tenía una explotación en Brasil, a 150 kilómetros de la ciudad de Belém do Pará.
El 1 de noviembre de 1955 llegó a Brasil, y desde el primer momento se vinculó con el hospital de la universidad local de Belém do Pará, el llamado Santa Casa de Misericórdia do Pará, sin darse a conocer. Sin embargo, en el hospital le dijeron que no podían emplearlo como médico, a lo que él le respondió que solo deseaba colaborar. Allí conoció a un joven médico, el doctor Jourdy, quien se convirtió en su amigo y discípulo. Los avanzados conocimientos que Jourdy recibió de Carrillo llamaron la atención de los profesionales del hospital. Por esta razón, sus autoridades pidieron informes a Río de Janeiro sobre el doctor Carrillo, a través de las cuales se enteraron de su actuación científica y política. Desde ese momento, Carrillo fue llamado para importantes consultas, exponer en conferencias y dar clases en el Hospital de Aeronáutica de Belém y en la Santa Casa de Misericórdia.
Pese a su actividad en Belem do Pará, en marzo de 1956, Carrillo le anunció a su esposa que le quedaban unos nueve meses de vida, luego de analizar un examen médico que se había realizado. Su pronóstico fue acertado: el 28 de noviembre de 1956 el doctor Ramón Carrillo sufrió un accidente cerebrovascular y fue internado en el Hospital de Aeronáutica, donde finalmente falleció el 20 de diciembre de 1956 a las 7 de la mañana.

## Aportes científicos
Carrillo aportó nuevas técnicas de diagnóstico neurológico (yodoventriculografía; tomografía, que por carencia en la época de medios electrónicos no pudo integrar la computación, pero fue precursora de lo que hoy se conoce como tomografía computada; su combinación con el electroencefalograma, llamada tomoencefalografía). También durante esos quince años investigó las herniaciones del cerebro que ocurren en sus cisternas (hernias cisternales) y los síndromes que ocurren tras una conmoción o traumatismo cerrado cerebral (síndromes postconmocionales); descubrió la enfermedad de Carrillo o papilitis aguda epidémica; describió las esclerosis cerebrales durante cuya investigación realizó numerosos trasplantes de cerebro vivo entre conejos, y reclasificó histológicamente los tumores cerebrales y las inflamaciones de la envoltura más íntima del cerebro (aracnoides), inflamaciones llamadas aracnoiditis.
También propuso una "Clasificación de las enfermedades mentales" que fue empleada antes de los DSM. En 1942, a sus treinta y seis años de edad, ganó por concurso el cargo de Profesor Titular de Neurocirugía de la Universidad de Buenos Aires.

## Legado
Numerosos autores coinciden en que el legado más importante que dejó el Dr. Carrillo fueron las ideas, principios y fundamentos que acompañaron su accionar:

Los problemas de la Medicina, como rama del Estado, no pueden resolverse si la política sanitaria no está respaldada por una política social. Del mismo modo que no puede haber una política social sin una economía organizada en beneficio de la mayoría. […] Solo sirven las conquistas científicas sobre la salud si éstas son accesibles al pueblo.
Ramón Carrillo

Fue amigo del médico argentino Orlando Canavesio (1915-1957), con quien creó el Instituto de Psicopatología Aplicada (hoy Hospital Ameghino) y ambos llevaron a cabo estudios con psíquicos y radiestesistas.

La Organización Mundial de la Salud (OMS) fue creada en 1946, estuvo integrada con expertos de la entonces Oficina Sanitaria Panamericana y comenzó a funcionar en abril de 1948. Entonces, sus directivos resolvieron mantener cierta distancia con el gobierno de Perón, por considerarlo pro-nazi-fascista. No obstante, en lo que respecta a la salud, la concepción de Ramón Carrillo, quien se había formado con profesores alemanes, se acerca mucho a la definición de salud que más tarde publicó la OMS.

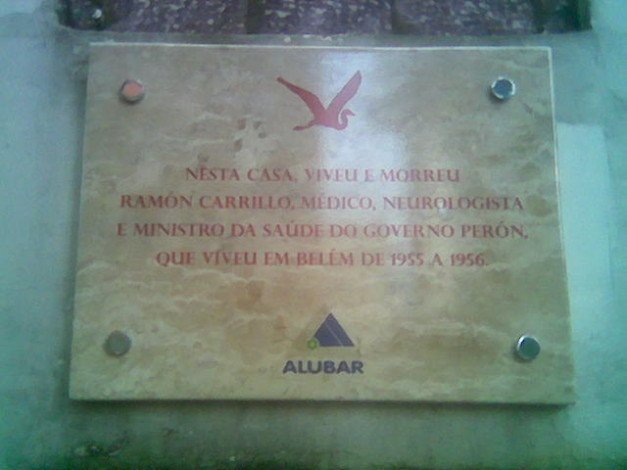
Placa que se encuentra en el frente de la casa donde vivió Ramón Carrillo en Belém do Pará.

Carrillo sentó las bases de la medicina preventiva de Argentina mediante un plan integral que ubicó al país en la vanguardia en la materia. Como parte de los Planes Quinquenales, abarcó la totalidad del territorio, contemplando sus características culturales y geo-climáticas para trazar un preciso mapa sanitario del país.
De acuerdo al autor kirchnerista Marcos A. Ordóñez: "Murió a los cincuenta años, pobre, enfermo y exiliado en Belem do Pará, ciudad del norte del Brasil, el 20 de diciembre de 1956. Quizás pensando, como lo hizo el gran libertador Simón Bolívar, que había arado en el mar... Quizás una de sus frases más célebres nos indique que aún su obra está inconclusa: 'Frente a las enfermedades que genera la miseria, frente a la tristeza, la angustia y el infortunio social de los pueblos, los microbios, como causas de enfermedad, son unas pobres causas.'"

## Reconocimientos
Su figura y su obra fueron reconocidas más tarde por el presidente de facto antiperonista General Alejandro Agustín Lanusse, quien gestionó la repatriación de sus restos en 1972. En dicha etapa, Carrillo fue reconocido como mentor y ejecutor de un Plan Sanitario cuidadosamente diseñado y ejecutado, impartiéndose su nombre a numerosos hospitales e instituciones argentinas vinculadas a la salud pública.
En 2005, su hermano Arturo Carrillo editó un libro que expone la magnitud de sus logros y sacrificios. 
El 9 de diciembre del mismo año, el gobierno argentino decretó a 2006 "Año de homenaje a Ramón Carrillo", produciéndose numerosos actos de desagravio y volviéndose a publicar las ideas de medicina social que guiaron su labor.
En 2023 entró en circulación el billete de 2000 pesos en Argentina, con su retrato en el frente.